# Il silenzio di Lenth
Il silenzio di Lenth è un romanzo fantasy scritto da Luca Centi e edito da Edizioni Piemme e facente parte della collana Piemme Freeway. Il libro è uscito in Italia nell'aprile del 2009, aprendo una trilogia.

## Trama
Il libro è diviso in due parti. Nella prima si narra di come vengano nominati i nuovi Custodi e come le memorie dei loro predecessori influiscano sul loro agire. Alla fine partono per una terra chiamata Lenth, raggiungendola attraverso un portale.
Nella seconda parte, svoltasi interamente nella terra di Lenth, notevolmente più lunga, si narra di come venga trovato da un Sommo Sacerdote un bambino con uno strano simbolo sulla fronte, e di come questo, da grande si troverà alla caccia di una pietra alchemica rubata dagli Stregoni di Tarass, intraprendendo così anche un viaggio introspettivo sulle tracce di se stesso.

## Seguiti
L'autore ha annunciato sul suo blog ufficiale di aver quasi terminato il secondo libro della trilogia, e di essere al lavoro già per il terzo e ultimo romanzo. Ha confermato che i due libri avranno due trame piuttosto collegate tra di loro, e da questo nasce il bisogno di lavorare ai due libri in contemporanea.